# سكوت هيلمان
سكوت هيلمان هو لاعب هوكي الجليد كندي، ولد في 29 أبريل 1974 في لاسال في كندا.

## وصلات خارجية
- سكوت هيلمان على موقع EliteProspects.com (الإنجليزية)
- سكوت هيلمان على موقع HockeyDB.com (الإنجليزية)